# Evangelicalismo

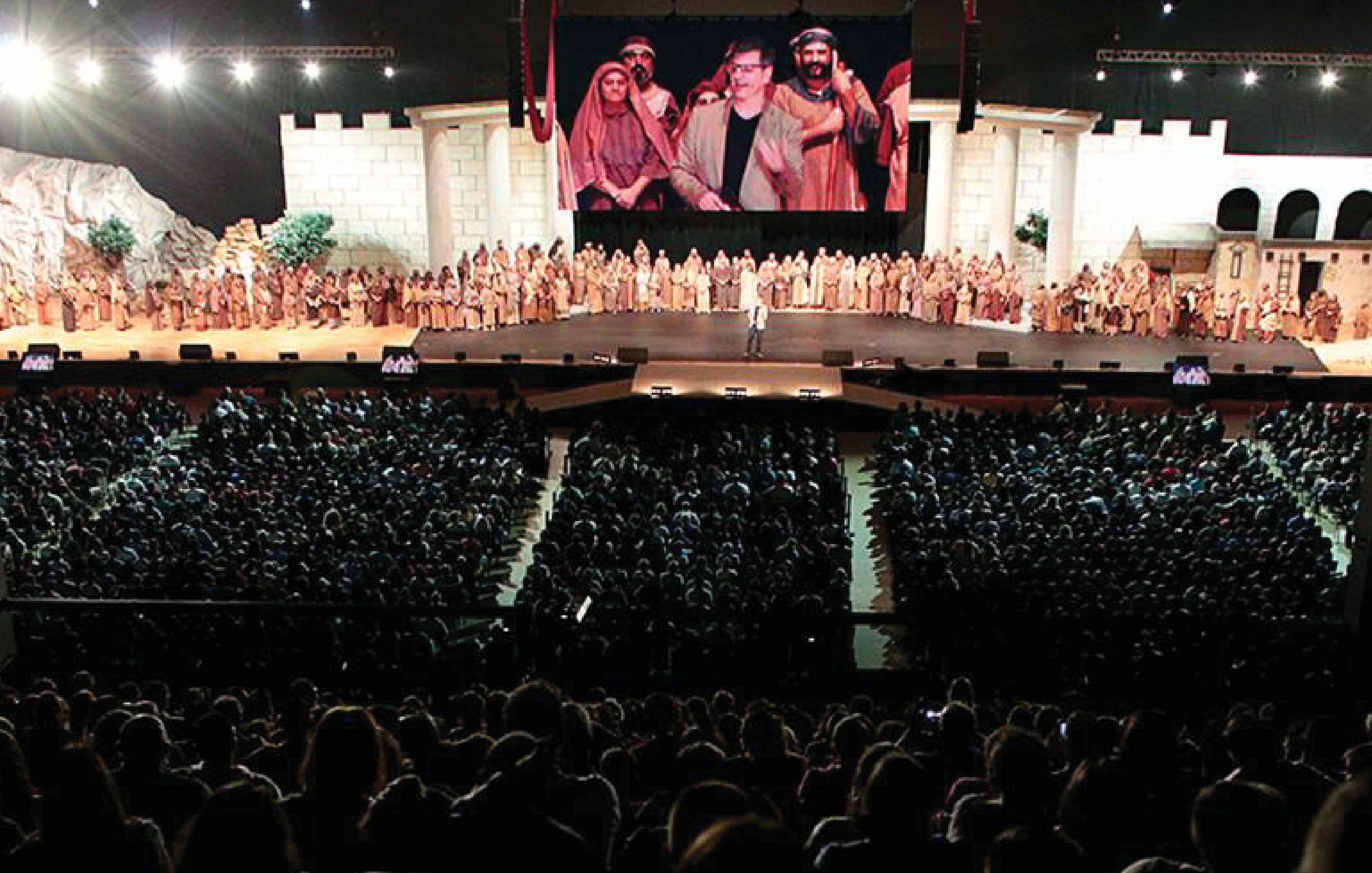
Mostra sulla vita di Gesù alla Igreja da Cidade affiliata alla Convenzione battista brasiliana, a São José dos Campos, Brasile, 2017

L'Evangelicalismo, o Evangelismo, è un movimento di risveglio del Cristianesimo protestante ecumenico costituitosi durante il XVIII secolo, nel periodo revivalista nel Regno Unito e negli Stati Uniti d'America. I fedeli, che vengono chiamati evangelici in italiano, pongono l'accento sulla predicazione, l'essere "nuovi nati" (cioè "rinati" dopo la conversione), l'evangelizzazione e il perdono dei peccati. Si tratta di un movimento molto ampio, con varie ramificazioni, più o meno istituzionalizzate.
Tra i primi ispiratori dell'Evangelicalismo vi furono John Wesley, George Whitefield e Jonathan Edwards. Gli evangelici sono spesso considerati vicini al Fondamentalismo cristiano.
In Italia, l'Evangelismo è rappresentato principalmente dall'Unione cristiana evangelica battista d'Italia (battista) e dall'Assemblee di Dio in Italia (pentecostale). Non sono da confondere con le chiese evangeliche storiche, come la Chiesa Evangelica Luterana, di ispirazione riformata, né tantomeno con i Testimoni di Geova.

## Storia

### Origini
Il pietismo di Philipp Jacob Spener e August Hermann Francke, caratterizzato da una profonda ricerca dell'illuminazione attraverso la fede e la sua propagazione, insieme al moravianesimo, influenzò profondamente la dottrina evangelicale e le sue applicazioni pratiche.

### Sviluppi nei paesi anglofoni
Nel 1700 l'Evangelicalismo in sé cominciò a formarsi in Gran Bretagna e nel New England principalmente per opera dei predicatori Howell Harris e Daniel Rowland; nello stesso periodo Jonathan Edwards negli USA entrò in contatto con il revivalismo e il pietismo a Northampton. Dopo di loro continuarono a predicare George Whitefield (convertito nel 1735) e Charles Wesley (1738). In una settimana di quello stesso anno John Wesley affermò di aver sentito il suo cuore diventare "stranamente caldo"; il pietismo influenzò direttamente Wesley, che tradusse 33 inni pietisti dal tedesco all'inglese. Molti inni del movimento pietista tedesco diventarono parte del repertorio evangelico.

### Periodo coloniale e repubblicano in America
Whitfield decise di unire le proprie forze a quelle di Edwards per "sostenere la fiamma del revival" nelle Tredici Colonie durante il 1739–1740. I predicatori evangelici enfatizzavano molto la salvezza personale e la pietà (concetto ereditato dal pietismo) piuttosto che i rituali o la tradizione. I pamphlet e i sermoni stampati su carta furono diffusi in tutto l'Atlantico, incoraggiando i revivalisti. Poco dopo il Primo Risveglio (1731–1755) i protestanti si mescolarono tra loro nelle Tredici Colonie, creando grandissima confusione e cambiando rituali e pratiche di varie chiese. All'animo evangelizzatore che aveva caratterizzato la Riforma protestante nel XVI secolo, gli evangelici aggiunsero una grande considerazione per le "effusioni" dello Spirito Santo, allontanando quindi l'attenzione dall'importanza di Gesù e concentrandola invece sulla conversione e la spiritualità interiore. I revival incapsularono al loro interno queste caratteristiche distintive e anticiparono il neonato evangelicismo nella prima repubblica americana.

### Missioni, evangelizzazione e attività sociali
Il XIX secolo ebbe un incremento delle opere missionarie in tutto il mondo e molte compagnie missionarie furono fondate proprio in questo secolo, anche evangeliche. Il Secondo Risveglio (1790–1840) fu prima di tutto un'iniziativa revivalista, supportata dai metodisti e dai battisti; Charles Grandison Finney predicò in quest'ambiente. In Inghilterra, oltre che a mettere in risalto la tradizione wesleyiana della combinazione "Bibbia, croce, conversione e attivismo", i revivalisti cercarono di diffondersi a livello generale, sperando di includere nel loro movimento persone di ogni ceto sociale e nazionalità; non a caso fecero un grande sforzo per attrarre i bambini e pubblicare libri a stampo revivalista.
La "coscienza cristiana" venne utilizzata dagli evangelicali inglesi per promuovere l'attivismo sociale. Iniziò quindi a formarsi un certo fanatismo religioso, dal momento che gli evangelicali facevano pressione sul popolo con l'obiettivo di entrare in politica, con le loro idee puntanti al conservatorismo.
Verso la fine del secolo il Movimento di Santità, costituito da evangelici che predicavano la "santificazione intera", assunsero una forma più estrema nelle campagne statunitensi e canadesi, separandosi dal metodismo istituzionalizzato. Nel frattempo John Nelson Darby aveva fondato il Dispensazionalismo, una nuova forma d'interpretazione teologica delle Scritture che venne adottata dall'Evangelicismo moderno e in particolare da Cyrus Scofield. Secondo lo studioso Mark S. Sweetnam, il Dispensazionalismo può essere definito come una dottrina caratterizzata dall'interpretazione letterale della Bibbia, i rapporti tra Dio e i fedeli, l'attesa di un imminente ritorno di Cristo e il rapimento dei santi, l'apocalisse e il premillenarismo.
Altre figure evangeliche notevoli dell'Ottocento sono Charles Spurgeon e Dwight L. Moody, i quali venivano seguiti da molte persone.

### Novecento e scismi

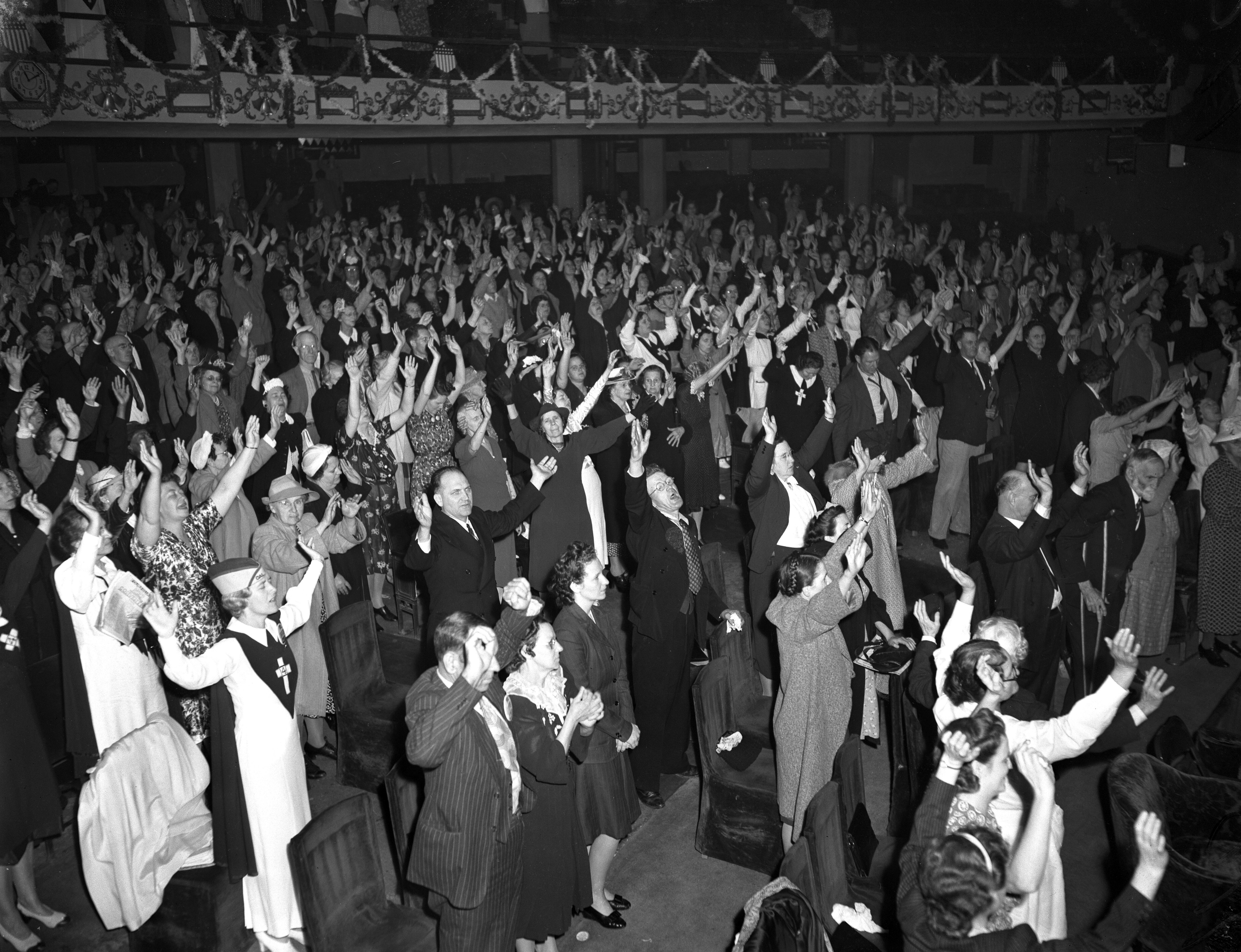
Evangelicali all'Angelus Temple durante un servizio di 14 ore condotto da Aimee S. McPherson (L.A., 1942)

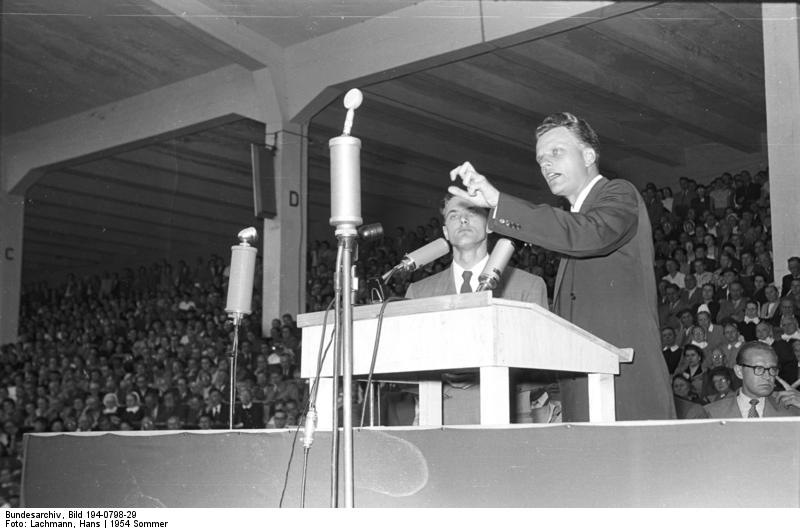
Il revivalista neo-evangelico Billy Graham a Duisburg, Germania, 1954.

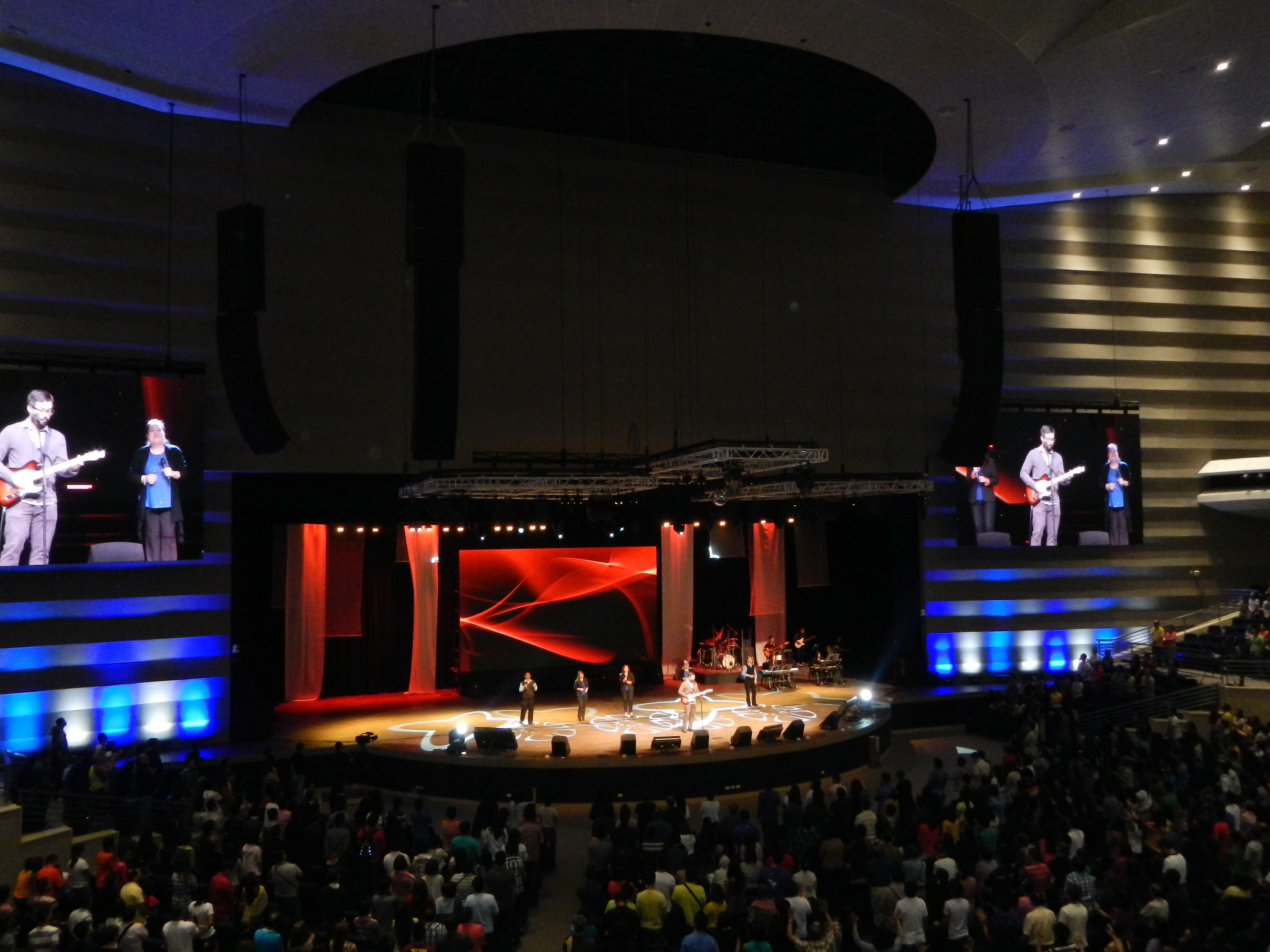
Culto alla Christ's Commission Fellowship di Pasig, Filippine, 2014

A partire dal 1910 l'Evangelicalismo venne sopraffatto e dominato dal fondamentalismo cristiano, anch'esso un movimento fanatico e conservatore il quale affermava l'inerranza delle Scritture e rifiutava la teologia liberale. Dopo il revival gallese, l'Azusa Street Revival di Los Angeles del 1906 diffuse il Pentecostalismo nel Nord America.
Nel secondo dopoguerra avvenne uno scisma tra gli evangelici, i quali non riuscivano più ad andare d'accordo, né a trovare una soluzione al da farsi cristiano in un mondo noncredente. Secondo molti evangelici di allora, i cristiani dovevano essere coinvolti direttamente e costruttivamente nella cultura, ma non volevano essere identificati come fondamentalisti nel resto del mondo. Kenneth Kantzer commentò dicendo che all'epoca il termine fondamentalista era più oggetto d'"imbarazzo che una medaglia d'onore".
Gli evangelici si divisero quindi dai fondamentalisti e così nacquero i neo-evangelicali, un gruppo fondato da Harold Ockenga nel 1947, distinto per il suo ottimismo e la sua non-militanza. La nuova generazione evangelica decise di abbandonare il modello della predicazione militante della Bibbia, focalizzandosi invece sul dialogo e sull'Intellettualismo. In seguito cercarono di applicare maggiormente il Vangelo alle aree sociologiche, politiche ed economiche.
Dal loro punto di vista, i fondamentalisti criticavano i neo-evangelicali per il loro atteggiamento intellettuale, la loro preoccupazione per l'essere accettati socialmente e per essere troppo accomodanti con una generazione che, secondo loro, aveva bisogno di essere messa in riga. Tra l'altro i fondamentalisti vedevano gli sforzi del predicatore neo-evangelico Billy Graham, che collaborava con chiese non evangeliche, tra cui i cattolici (accusati di essere eretici), come un errore.
La fine della guerra aveva inoltre preannunciato una maggiore crescita del dialogo tra le chiese cristiane e la fondazione del Consiglio ecumenico delle Chiese, da sempre visto con sospetto dagli evangelicali.
Nel Regno Unito i predicatori John Stott e Martyn Lloyd-Jones emersero dall'anonimato come i due personaggi chiave dell'evangelicismo.
Il movimento carismatico nacque negli anni sessanta e risultò essere una combinazione della teologia e pratica pentecostale introdotte in molte denominazioni cristiane principali. Nuovi gruppi carismatici come l'Association of Vineyard Churches e la Newfrontiers si diffusero in quegli anni.
Gli anni ottanta-anni novanta assistettero alla controversa propagazione d'influenze postmoderne all'interno dell'Evangelicismo, come la Chiesa emergente.